# Теодор фон Шпонек
Граф Карл Антон Теодор фон Шпонек (нім. Karl Anton Theodor Graf von Sponeck; 24 січня 1896, Оффенбург — 13 червня 1982, Гайденгайм-ан-дер-Бренц) — німецький воєначальник, генерал-лейтенант вермахту. Кавалер Лицарського хреста Залізного хреста.

## Біографія
Представник знатного баденського роду. Молодший з чотирьох дітей відставного майора графа Антона Франца Генріха фон Шпонека (1848–1905) і його дружини Терези, уродженої баронеси фон Корнберг (1854–1940), мав брата і 2 сестри.
В 1912 році вступив в кадетський корпус, 10 серпня 1914 року — в Імперську армію. Учасник Першої світової війни. 31 січня 1920 року звільнений у відставку і вступив у поліцію. В травні того ж року перейшов у рейхсвер. З 10 листопада 1938 року — 1-й офіцер Генштабу 25-го армійського корпусу. Учасник Польської кампанії. З 15 лютого 1940 року — командир 11-го стрілецького полку 9-ї танкової дивізії. Учасник Французької і Балканської кампанії, а також Німецько-радянської війни. 1 листопада 1941 року важко поранений під час обстрілу Курська і відправлений на лікування. 26 січня 1942 року переведений в резерв ОКГ. З 24 вересня 1942 року — командир 90-ї легкої африканської дивізії. Шпонек відрізнявся надзвичайною турботою про своїх солдатів, чим заслужив повагу навіть воєначальників союзників, включаючи фельдмаршала Бернарда Монтгомері. 12 травня 1943 року разом з рештками дивізії здався в Тунісі. В 1947 році звільнений з полону. Працював менеджером з продажу на машинобудівному заводі у Вюртембергу. Решту життя прожив у замку Бехінген-ан-дер-Бренц.

## Сім'я
В 1927 році одружився з баронесою Агнес фон Зюсскінд-Швенді (1908–1981), дочкою генерала піхоти барона Ріхарда фон Зюсскінда-Швенді. В пари народились дочки Ільза тереза і Маргарита-Гедвіг і син Ганс-Геннінг (1937). В 1947 році розлучились.
В 1962 році одружився з Барбарою фон Пайр цу Енн унд Кальдіфф (1923–2003).

## Звання
- Лейтенант (28 січня 1915)
- Оберлейтенант (1 листопада 1924)
- Гауптман (1 квітня 1929)
- Майор (1 квітня 1935)
- Оберстлейтенант (1 січня 1938)
- Оберст (1 квітня 1940)
- Генерал-майор (1 листопада 1942)
- Генерал-лейтенант (1 травня 1943)

## Нагороди
- Залізний хрест
  - 2-го класу (10 жовтня 1914)
  - 1-го класу (24 грудня 1915)
- Орден Церінгенського лева, лицарський хрест 2-го класу з мечами (15 травня 1916)
- Королівський орден дому Гогенцоллернів, лицарський хрест з мечами (11 червня 1918)
- Нагрудний знак «За поранення» в чорному (28 вересня 1918)
- Почесний хрест ветерана війни з мечами (18 січня 1935)
- Медаль «За вислугу років у Вермахті»
  - 4-го, 3-го і 2-го класу (18 років; 2 жовтня 1936) — отримав 3 медалі одночасно.
  - 1-го класу (25 років; 10 серпня 1939)
- Застібка до Залізного хреста
  - 2-го класу (17 вересня 1939)
  - 1-го класу (16 жовтня 1939)
- Лицарський хрест Залізного хреста (12 вересня 1941)
- Нагрудний знак «За танкову атаку» в сріблі (20 вересня 1942)
- Відзначений у Вермахтберіхт
  - «На африканському театрі війни відзначилися 90-та легка африканська дивізія під командуванням генерал-лейтенанта графа Шпонека та 15-та танкова дивізія під командуванням генерал-майора Боровіца. Обидві дивізії досягли надзвичайних успіхів з початку африканської кампанії.» (11 травня 1943)
- Нарукавна стрічка «Африка»

## Біографія
- Manfred Kehrig: Karl Anton Theodor Graf von Sponeck. In: Baden-Württembergische Biographien I. 1994, S. 354–355.
- Eberhard Einbeck: Das Exempel Graf Sponeck. Ein Beitrag zum Thema Hitler und die Generale. Carl Schünemann Verlag, Bremen 1970, ISBN 978-3-7961-4278-9.

- Rangliste des Deutschen Reichsheeres, Mittler & Sohn Verlag, Berlin, S.151
- Veit Scherzer: Ritterkreuzträger 1939–1945. Die Inhaber des Eisernen Kreuzes von Heer, Luftwaffe, Kriegsmarine, Waffen-SS, Volkssturm sowie mit Deutschland verbündete Streitkräfte nach den Unterlagen des Bundesarchivs. 2. Auflage. Scherzers Militaer-Verlag, Ranis/Jena 2007, ISBN 978-3-938845-17-2, S. 714.